# Diarrheneae
Diarrheneae é uma tribo da subfamília Pooideae.

## Gêneros
- Diarrhena